# Manuel de Frías
Manuel de Frías (n. Río de la Plata y Paraguay, ca. 1568 – Salta, 1627) fue un militar, conquistador, procurador y burócrata colonial rioplatense-paraguayo que se convirtió en teniente de gobernador de Santa Fe desde 1599 hasta 1603, para luego pasar a ser intermitentemente en este último año en el teniente de gobernador de Buenos Aires, durante tres períodos, entre los años 1603 y 1612. Tuvo que personarse como procurador ante el rey Felipe III de España hacia 1616, lo que le valdría ser nombrado gobernador del Paraguay en 1618, pero por diversas cuestiones en la península recién ocuparía su puesto en el año 1621 hasta 1627.

## Biografía hasta la división rioplatense-paraguaya

### Origen familiar y primeros años
Manuel de Frías había nacido en alguna parte de la gobernación del Río de la Plata y del Paraguay hacia 1568.

### Teniente de gobernador sucesivo de Santa Fe y de Buenos Aires
El capitán Frías había sido nombrado teniente de gobernador de Santa Fe desde 1599 hasta principios de 1603, para convertirse intermitentemente en el teniente de gobernador de Buenos Aires, el cual estuvo dividido en tres períodos: casi todo el año de 1603, desde 1608 hasta principios de 1609 y por último, de 1611 hasta el 31 de diciembre de  1612.

### Procurador general del gobernador Hernandarias

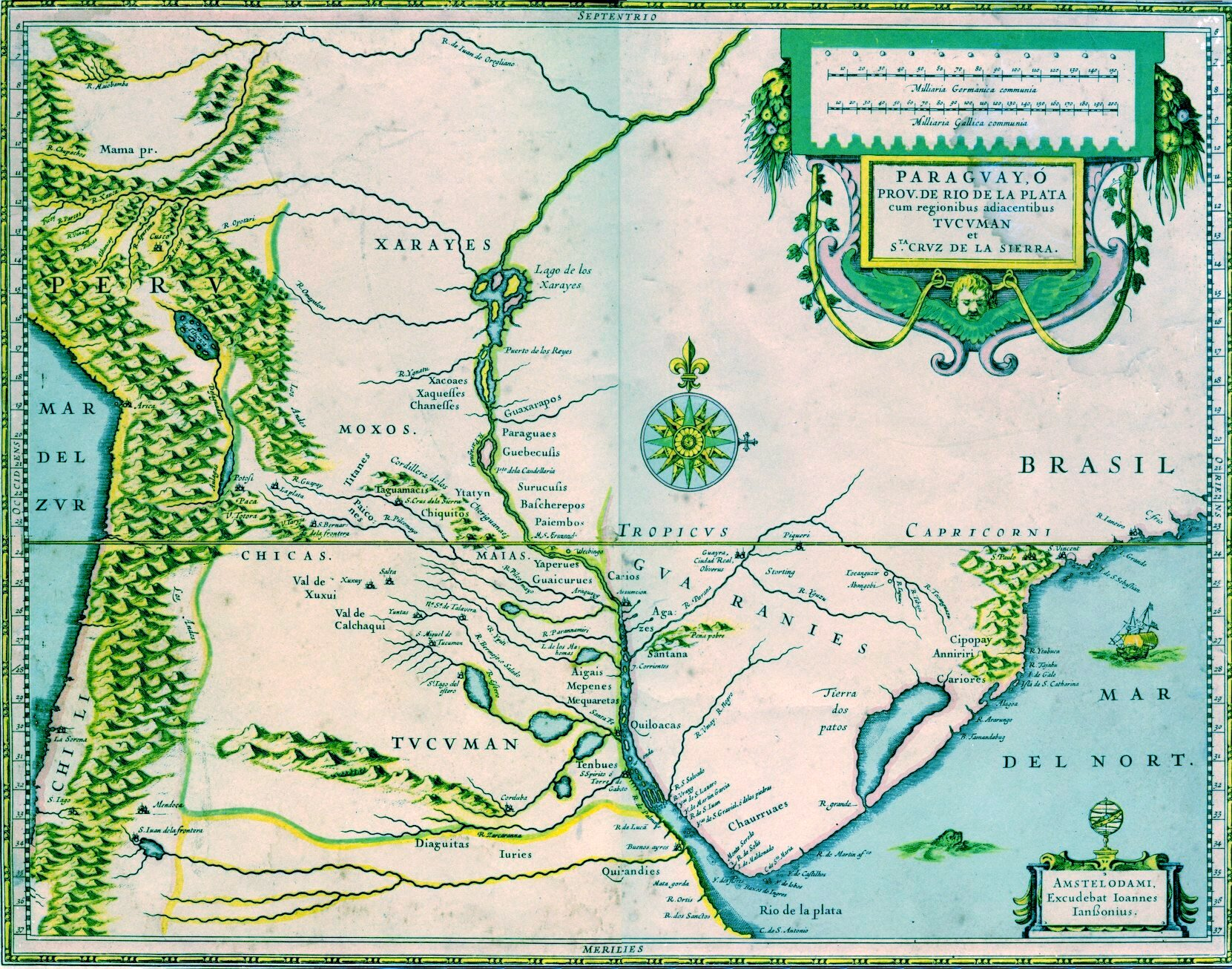
El Virreinato del Perú con la Real Audiencia de Charcas, la gobernación del Tucumán y la del Río de la Plata y Paraguay, en un mapa de 1600.

Hacia 1616 tuvo que viajar a Madrid para actuar ante el rey Felipe III de España como procurador general del entonces gobernador Hernando Arias de Saavedra durante su última administración que culminaría el 17 de mayo de 1618.
Este último se había dedicado a la organización interior de la gobernación, a mantener estrictamente los reglamentos de 1612 del oidor Francisco de Alfaro en lo concerniente al derecho colonial de los aborígenes. Además dicho gobernador se había dedicado de rechazar la amenaza de un corsario holandés que venía asolando a la ciudad de Buenos Aires a finales de 1615.
Una vez que llegara a la península, Frías le reiteraba al soberano las representaciones para dividir el dilatado territorio, anular algunas premisas de las ordenanzas de Alfaro —en contraposición de Hernandarias— y lograr un permiso para establecer un comercio entre Buenos Aires y Sevilla, ya que los portugueses eran los más beneficiados en el contrabando con el Río de la Plata.
En respuesta tuvieron la Real cédula del 16 de diciembre de 1617, la cual expresaba la separación de la tenencia de gobierno de Asunción y la del Guayrá para conformar la nueva gobernación del Paraguay, de las demás del Río de la Plata.
El territorio rioplatense quedó conformado por las tenencias de gobierno de Buenos Aires, de Santa Fe, de Corrientes y de Concepción del Bermejo. Finalmente se llevaría a cabo en el año 1618.

## Primer gobernador titular del Paraguay y deceso

### En España como procurador
Frías fue nombrado primer gobernador residiendo temporalmente en Madrid, el 22 de abril de este último año, pero no estuvo en ejercicio del poder por seguir dedicándose como procurador en la península para resolver diversas cuestiones, una de ellas era con respecto al comercio ilícito que impunemente llevaban a cabo el regidor del cabildo bonaerense Juan de Vergara y el judeoconverso portugués Diego de Vega, ambos eran los líderes del bando de los «confederados», por lo cual aconsejó por carta al rey para que sean desterrados:

" Los dos juntos [...] y cualquiera de por si son poderosos y perjudiciales al bien de esta república y la tienen oprimida, vengan sus pasiones [...] todo lo mueven a su voluntad con que no tienen más ejecución y cumplimiento las reales cédulas y provisiones de Vuestra Majestad [...] "
Manuel de Frías, 20 de Mayo de 1621

### Interinato de Hurtado de Mendoza
Mientras Frías seguía en Europa, quien lo reemplazaba interinamente en ese período era Pedro Hurtado de Mendoza, hasta el 21 de octubre de 1621, fecha de su asunción al cargo.

### Segundo gobernador paraguayo
Una vez en el poder, su gobierno se caracterizó por consolidar en la provincia asuncena la labor de los jesuitas, y sus reducciones, quienes venían fundando pueblos desde la época de Hernandarias como los de Caazapá, Loreto, Yuty y San Joaquín. Se ganó enemistades de aquellos que comerciaban con Brasil porque se había permitido la instauración de un comercio directo entre Sevilla y Buenos Aires.

### Disputas con el obispo Torres y viaje a Charcas
También se enfrentó con el obispo Tomás de Torres en una larga disputa ya que el clérigo estaba empecinado en reconciliar a Frías con su exmujer Leonor Martel de Guzmán, de quien estaba separado hacía diez años, a lo que el gobernador Frías se resistió y en respuesta el obispo lo amenazó y formó bandos, además de excomulgar a sus contrarios, despreciando los recursos legales invocados en contra de sus desafueros, hasta llegar al punto de que el escándalo trascendiera por todo el Virreinato del Perú.
Frías fue convocado por la Real Audiencia de Charcas en 1626, por lo que tuvo que ir al Alto Perú dejando en su lugar a su lugarteniente Diego de Rego y Mendoza, pero los asuncenos reconociendo su labor de gobernador, y sobre todo por haber vencido y escarmentado a los payaguáes y a los guaycurúes, mandaron un representante en su defensa dando como consecuencia que fallaran el pleito a su favor.

### Fallo a su favor y fallecimiento
Restituido en el mando, sin jamás llegar a volver a ejercer en el cargo, en camino hacia la ciudad de Asunción, capital de la nueva gobernación, Manuel de Frías fallecería en la ciudad de Salta, en el año 1627.

## Matrimonio
Manuel Frías se unió en matrimonio alrededor del año 1598 con Leonor Martel de Guzmán que tenía por progenitores a Gonzalo Martel de Guzmán (f. Santa Fe, principios de 1589), teniente de gobernador de Santa Fe, y su esposa Isabel de Carvajal. Esta última era hija del capitán Ruy Díaz de Melgarejo, nombrado teniente de gobernador del Guayrá desde 1575, y de su esposa Elvira de Becerra y Contreras Mendoza, la cuñada del gobernador rioplatense-paraguayo Juan de Garay.
Hacia 1612 se separaría de hecho de su esposa Leonor Martel.